# 2090-ті
2090-ті роки — X десятиліття XXI століття нашої ери, включає роки з 2090 по 2099.

## Очікувані події

### 2091
- 18 лютого — часткове сонячне затемнення[1].

### 2094
- 7 квітня — зближення Юпітера з Меркурієм. Через близькість події до Сонця буде можливе спостереження за явищем неозброєним оком.

### 2099
- 83% тропічних лісів Амазонки можуть бути до цього часу винищені.[2].